# Oribe Canales
Oribe Canales (Jaruco, 13 de septiembre de 1956 – 17 de diciembre de 2018), conocido profesionalmente como Oribe fue un peluquera y estilista cubanoestadounidense.

## Biografía
Oribe nació en Jaruco, Cuba, el 13 de septiembre de 1956, y emigró a los Estados Unidos con su familia en 1962, instalándose en Charlotte, Carolina del Norte.
En 1976, Oribe se trasladó a Nueva York. Mientras estaba trabajando en Garren, le llegó su primer trabajo como titular para la revista GQ. Allí empezó a trabajar con el fotógrafo Steven Meisel y el maquillador François Nars. En 1987, Oribe abrió su propio salón en la Upper West Side de Nueva York. En 1990, abrió un salón en la décima planta del Elizabeth Arden en la Quina Avenida, después de haber sido presentada a la empresa de cosméticos por la modelo Vendela.
Oribe peinó el cabello de las modelos en desfiles de moda para casas de moda como Versace, Thierry Mugler, Calvin Klein y Chanel. También fue conocido por haber dado un nuevo aspecto a supermodelos como Linda Evangelista y Cindy Crawford.
Murió el 17 de diciembre de 2018 a los 62 años.